# خالد الحكيم

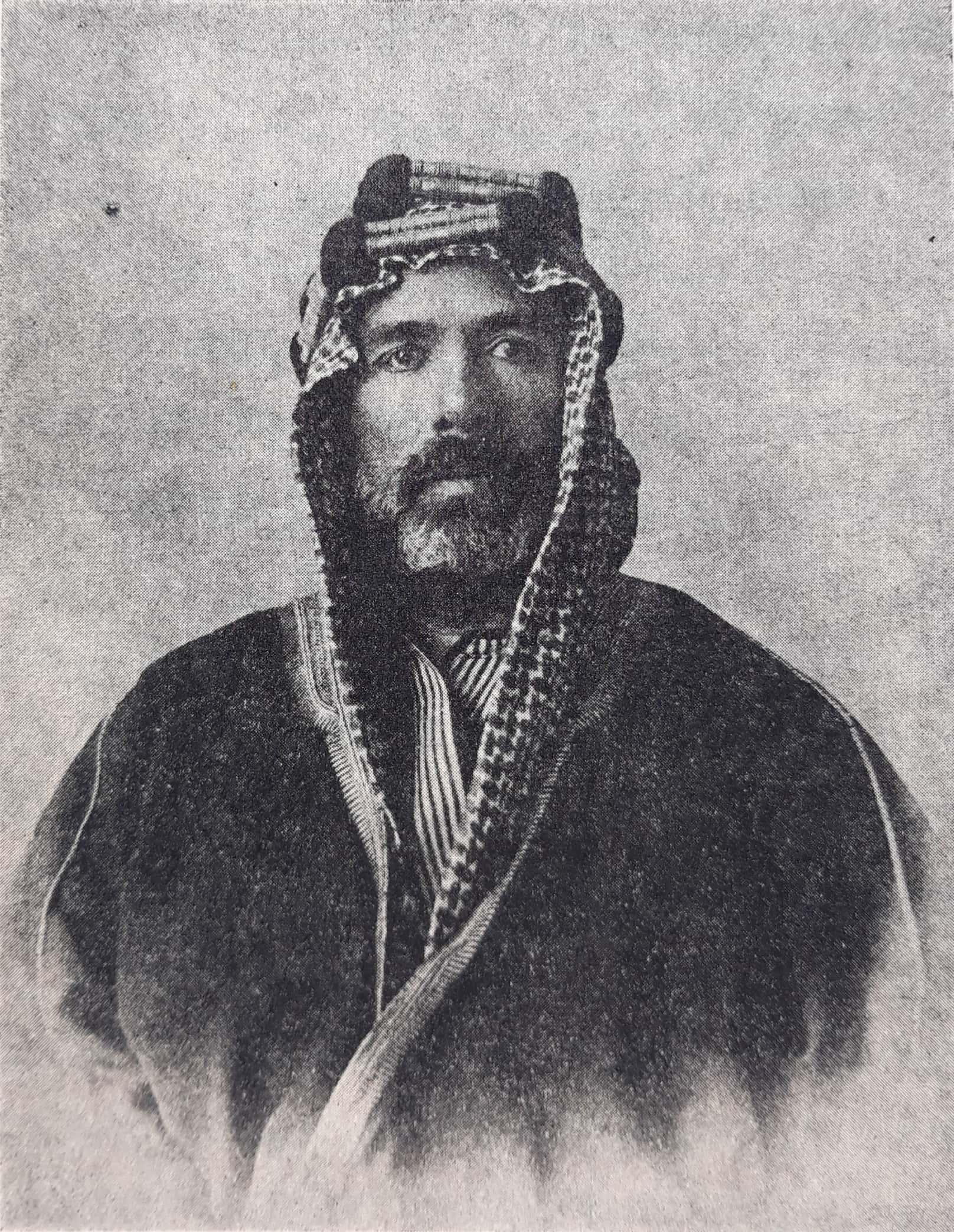
خالد الحكيم (1940)

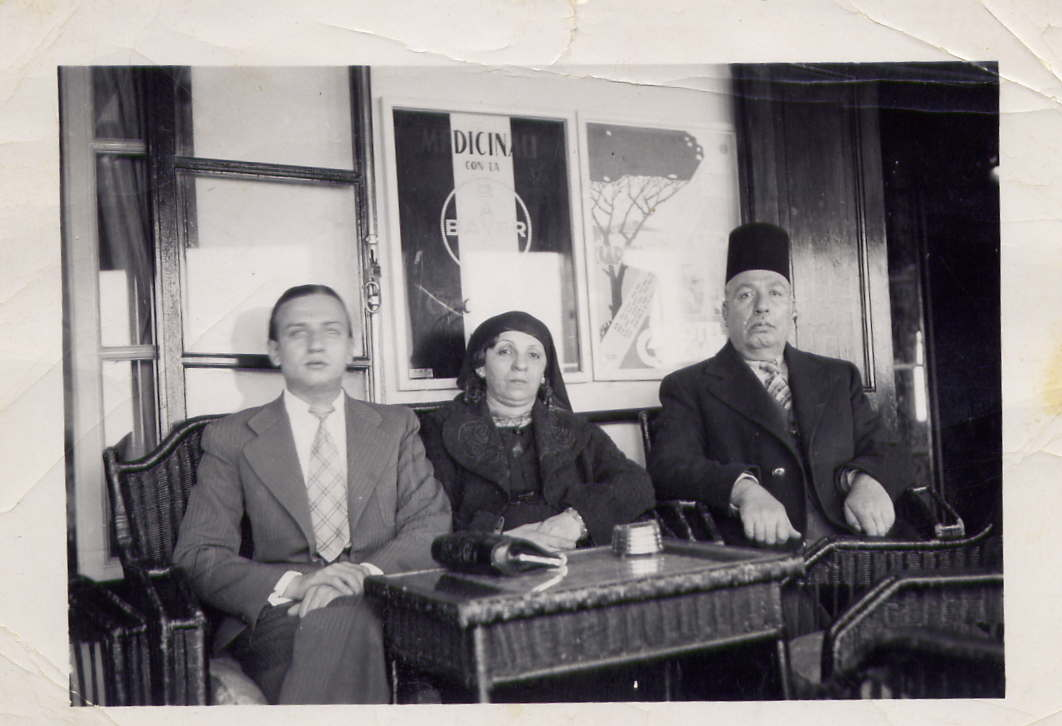
خالد الحكيم مع عائلته

خالد الحكيم (1878 في حمص، سوريا - 1944 في دمشق) كان دبلوماسيًا سوريًا والمستشار الأول للملك السعودي عبد العزيز بن سعود .
خالد الحكيم

## حياته
كان الصديق الأقرب للملك الأول للمملكة العربية السعودية، وفي نفس الوقت كان أساسيًا في صنع القرار، مثل شراء المعدات العسكرية والشؤون الخارجية خلال السنوات الرائدة للدولة التي تأسست عام 1932. حافظ على علاقات مع يواخيم فون ريبنتروب وغيره من كبار السياسيين الألمان، لأنه كان قادرًا على التواصل مع السياسيين الألمان فيما يتعلق ببناء سكة حديد الحجاز بصفته مهندسًا حتى قبل نهاية الإمبراطورية العثمانية. كدبلوماسي، كان يتحدث 8 لغات أجنبية، بما فيهم الألمانية والفرنسية بطلاقة.
أثناء الحرب العالمية الأولى والفترة التي تلتها، حارب أولاً ضد الإيطاليين والعثمانيين وأخيراً ضد قوات الاحتلال الفرنسية في طرابلس، والتي أدانته بالإعدام غيابيًا لمشاركته في أنشطة متمردة. بناءً على طلب أمير نجد آنذاك عبد العزيز بن سعود، غادر سوريا مع عائلته وتم منحه الجنسية السعودية تكريمًا على خدماته، كما يوجد شارعة باسمه اليوم في حي الربوة بالعاصمة الرياض، ولا يزال منزل عائلته يقع في المنطقة الدبلوماسية في 20 شارع ناظم باشا، في حي المهاجرين بدمشق. يعيش أحفاده الآن في المملكة العربية السعودية والولايات المتحدة وألمانيا .

## وصلات خارجية
- السيرة الذاتية - الموسوعة دوت كوم
- السيرة الذاتية - موقع المقاتل